# Spotlight on Nilsson
Spotlight on Nilsson is het eerste album van de Amerikaanse singer-songwriter Harry Nilsson. Het betreft een compilatie van zijn door Tower Records in de periode 1964-1966 uitgegeven singles en bijbehorende B-kanten, aangevuld met vier niet eerder uitgebrachte liedjes. De eerste twee liedjes op de plaat zong hij met de New Salvation Singers, een vrij onbekend bandje waar Nilsson destijds in speelde. Tower Records gaf het album in 1966 uit. In deze periode was Nilsson nog niet doorgebroken en oogstte hij alleen nog succes als componist. Het album werd meerdere malen opnieuw uitgegeven, waaronder in 2010 als splitalbum met Willard (oorspronkelijk uitgegeven in 1970) van de Britse musicus John Stewart.

## Tracklist
| Nr. | Titel                                                         | Schrijver(s)           | Duur |
| --- | ------------------------------------------------------------- | ---------------------- | ---- |
| 1.  | The Path that Leads to Trouble (met de New Salvation Singers) | Johnny Cole            | 2:08 |
| 2.  | Good Times (met de New Salvation Singers)                     | Nilsson                | 1:50 |
| 3.  | So You Think You've Got Troubles                              | Marvin Rainwater       | 2:20 |
| 4.  | I'm Gonna Lose My Mind                                        | Cole                   | 2:06 |
| 5.  | She's Yours                                                   | Nilsson, J.R. Shanklin | 2:02 |

| 6.                 | Sixteen Tons                            | Merle Travis             | 2:29 |
| 7.                 | Born in Grenada                         | Nilsson, John Marascalco | 2:16 |
| 8.                 | You Can't Take Your Love (Away from Me) | Nilsson                  | 2:20 |
| 9.                 | Growin' Up                              | Nilsson                  | 2:48 |
| 10.                | Do You Believe                          | Nilsson                  | 2:20 |
| Totale duur: 22:39 |                                         |                          |      |